# BWT AG

Logotipo da BWT AG

A BWT AG (acrônimo para Best Water Technology Aktiengesellschaft) é uma empresa austríaca fabricante de sistemas de tratamento de água com sede em Mondsee.
A empresa possui centros de produção em Mondsee (Áustria), Schriesheim (Alemanha), Paris (França) e Aesch (Suíça), possui inúmeras subsidiárias e uma rede de distribuição global.